# Liste der Kulturdenkmäler in Encamp
In der Liste der Kulturdenkmäler in Encamp sind alle Kulturdenkmäler der andorranischen Parròquia Encamp aufgelistet. Grundlage ist das Gesetz über das kulturelle Erbe Andorras (Llei del patrimoni cultural d’Andorra) vom 12. Juni 2003.

## Baudenkmäler

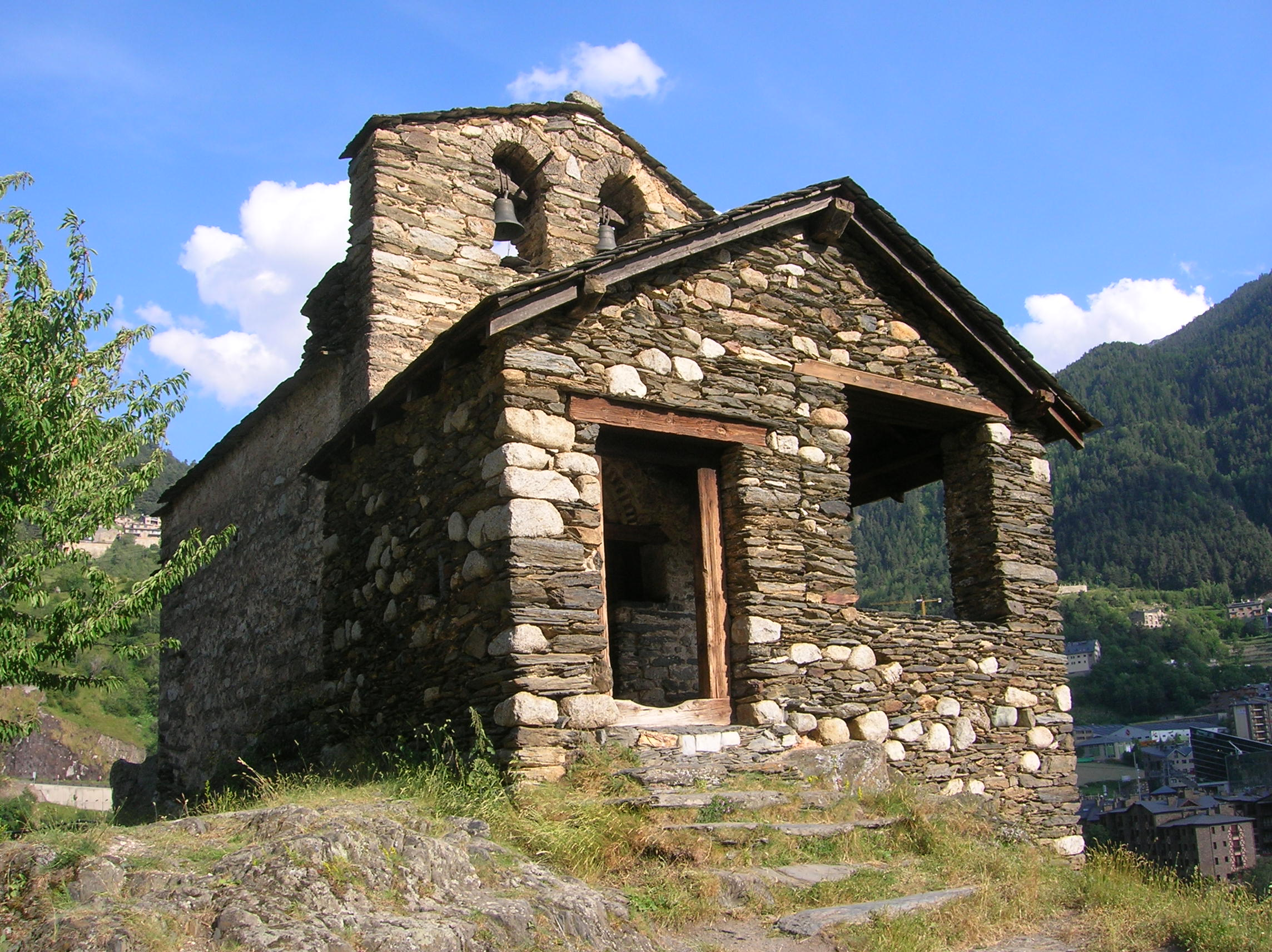
Església de Sant Romà de les Bons

- Església i Comunidor de Santa Eulàlia
- Església de Sant Romà de les Bons
- Torre dels Moros (Castell de les Bons)
- Església de Sant Miquel de la Mosquera
- Església de Sant Marc i Santa Maria
- Església de Sant Romà de Vila

## Archäologische Bereiche
- Balma del Llunci